# Shekinah Munanga
Shekinah Munanga, né le 18 décembre 1997 à Kinshasa, est un joueur international congolais (RDC) de basket-ball. Il évolue aux postes d'ailier et d'ailier fort.

## Biographie

### Formation en Hongrie puis en France
Après avoir participé à l'Afrobasket U16 en 2013 où il termine meilleur rebondeur de la compétition, Shekinah Munanga participe à plusieurs camps NBA en Afrique du Sud. Faute de visa pour les États-Unis, il rejoint la Hongrie et le club de deuxième division du MKBE Vasas (en) à Budapest en 2014. Désireux de ne pas être considéré comme joueur formé localement en Hongrie, il part pour la France où vit une partie de sa famille. Là, il est contacté par le CSP Limoges. Après deux saisons espoirs et cinq matchs en Jeep Elite dans le Limousin, il signe à Monaco en 2017. Avec le club monégasque, il termine sa formation en étant troisième meilleure évaluation du championnat espoir.

### Débuts de carrière en NM1
Shekinah Munanga commence sa carrière professionnelle en troisième division française (NM1) à Angers. Il se révèle l'année suivante au GET Vosges avec 11,7 points de moyenne et 7,7 rebonds en 26 minutes de jeu. Pour sa troisième saison en NM1, il signe à Chartres.

### Expérience en Pro B et premier titre
Après trois saisons en NM1, Shekinah Munanga signe en 2021 un contrat de deux ans avec l'ALM Evreux Basket en Pro B. Durant l'été, il devient joueur formé localement (JFL) pour la LNB ayant satisfait de quatre ans de licence en France avant ses 21 ans. Le club termine cinquième de la saison régulière et permet à Munanga de remporter son premier titre, la Leaders Cup de Pro B. À l'issue de la saison, il prolonge son contrat jusqu'en 2024.
Finalement, il n'honore pas sa dernière année de contrat avec Évreux et s'engage pour la saison 2023-2024 de Pro B avec le Lille Métropole Basket.
Il est cependant victime d'une rupture des ligaments croisés du genou lors de la dernière journée de Leaders Cup de Pro B et manque l'intégralité de la saison 2023-2024 malgré des statistiques encourageantes (14,8 points de moyenne, 4,8 rebonds en 23 minutes et 4 matchs de Leaders Cup). Après quasiment un an sans jouer, Munanga se relance en signant avec les Sharks d'Antibes pour deux saisons.

## Clubs successifs
- 2018-2019 :  Angers BC 49 (NM1)
- 2019-2020 :  GET Vosges (NM1)
- 2020-2021 :  C' Chartres Basket (NM1)
- 2021-2023 :  ALM Évreux Basket (Pro B)
- 2023-2024 :  Lille Métropole Basket (Pro B)
- 2024-  :  Sharks d'Antibes (Pro B)

## Palmarès
- Leaders Cup de Pro B 2022